# 925 Alphonsina
925 Alphonsina
925 Alphonsina là một tiểu hành tinh bay quanh Mặt Trời.